# Budětice
Budětice är en ort i Tjeckien.   Den ligger i regionen Plzeň, i den sydvästra delen av landet, 110 km sydväst om huvudstaden Prag. Budětice ligger 490 meter över havet och antalet invånare är 308.
Terrängen runt Budětice är platt åt nordost, men åt sydväst är den kuperad. Runt Budětice är det ganska glesbefolkat, med 23 invånare per kvadratkilometer. Närmaste större samhälle är Sušice, 7,5 km sydväst om Budětice. Omgivningarna runt Budětice är en mosaik av jordbruksmark och naturlig växtlighet.

## Galleri

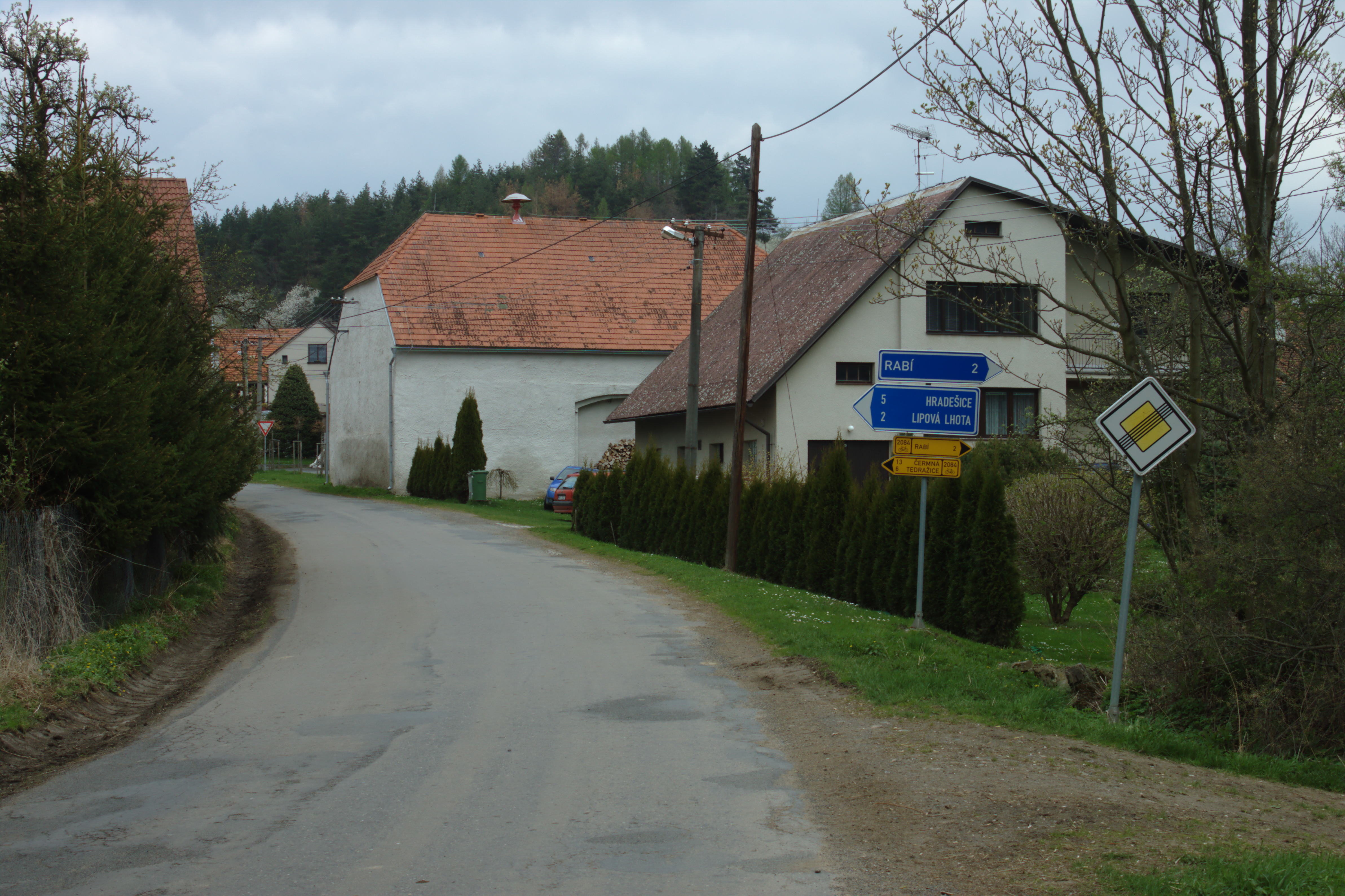
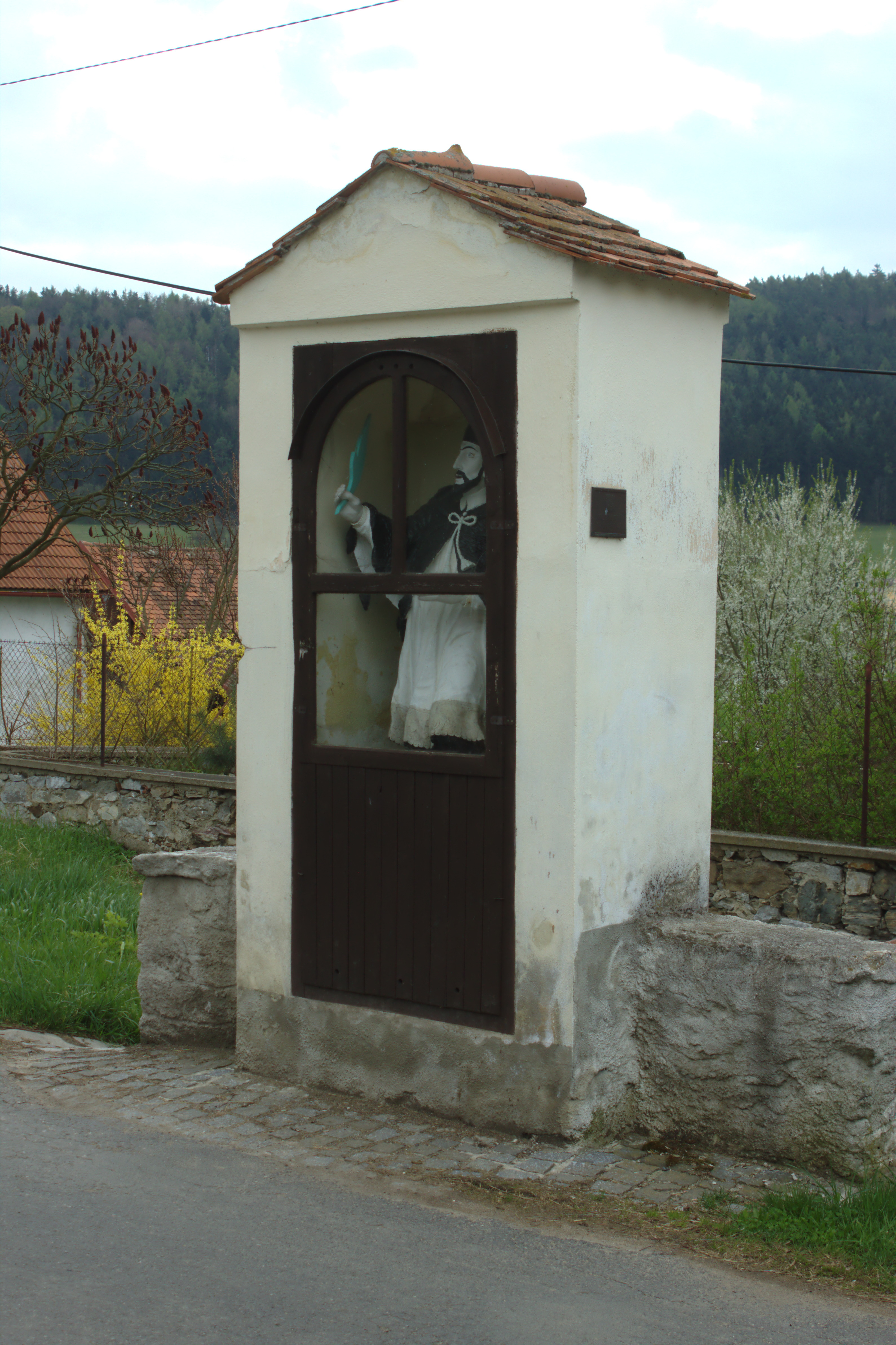
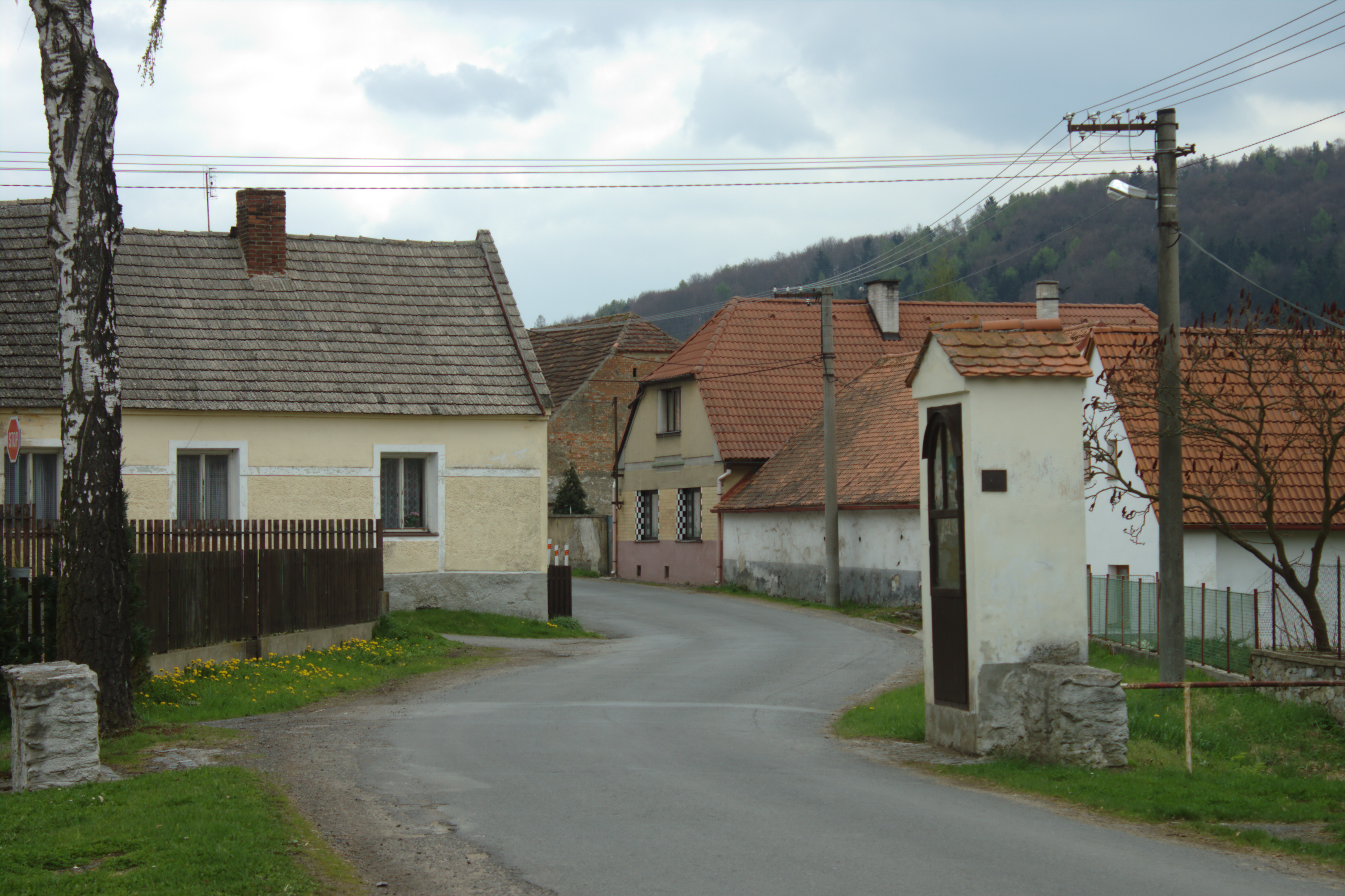